# Пєсочний (Архангельська область)
Пєсочний (рос. Песочный) — селище в Ленському районі Архангельської області Російської Федерації.
Населення становить 80 осіб. Входить до складу муніципального утворення Козьминське поселення.

## Історія
Від 2004 року входить до складу муніципального утворення Козьминське поселення.

## Населення
| 2002 | 2010 | 2012 |
| ---- | ---- | ---- |
| 111  | ↘62  | ↗80  |